# Kate Worley
Kate Worley (16 de março de 1958 – 6 de junho de 2004) foi uma autora de histórias em quadrinhos americanas. Foi indicada ao Eisner Award de "Melhor Escritora" em 1991 por seu trabalho na série  Omaha the Cat Dancer, produzida ao lado de Reed Waller, responsável pela arte e inicialmente, também pelos roteiros. A série foi indicada ao Eisner Awards de "Melhor Série em Preto-e-Branco" em 1989 e em 1991. Em 1989 a série recebeu indicações também às categorias "Melhor Série" e "Melhor Conjunto de Escritor e Desenhista".
Waller e Worley eram namorados no início da produção de Omaha. Quando o relacionamento dos dois chegou ao fim, em meados da década de 1990, tornou-se cada vez mais difícil para ambos manter a colaboração, levando a um hiato na publicação da série. Worley posteriormente se casaria com o também escritor James Vance, com quem teria dois filhos. O casamento de Worley e Vance durou dez anos, até que ela faleceu em virtude de um câncer no pulmão em 2004. Após sua morte, Vance editou e completou, junto a Waller, a conclusão de Omaha.